# Pilosella calodon
Pilosella calodon (нечуйвітер пісколюбний як Hieracium psammophilum) — вид рослин з родини айстрових (Asteraceae), поширений у Європі, Туреччині, Грузії, Азербайджані.

## Опис
Багаторічна трав'яниста рослина 30–50 см заввишки. Рослина без пагонів, але іноді з побічними стеблами і батогами. Прикореневі листки ланцетні, гострі, 2–2.5 мм завдовжки, зірчасто опушені, іноді з обох сторін. Стеблових листків 4–6, розташовані на всьому стеблу. Загальне суцвіття — пухкий зонтик, з 10–30 кошиками. Квіти темно-жовті.

## Поширення
Поширений у Європі, Туреччині, Грузії, Азербайджані.
В Україні вид зростає на кам'янистих і піщаних місцях — у Криму, зрідка.